# Avesta Krylbo
Avesta Krylbo (szw. Avesta Krylbo station) – stacja kolejowa w Krylbo, dzielnicy miasta Avesta, w regionie Dalarna, w Szwecji.
Stacja została otwarta dla ruchu kolejowego w 1873 roku, kiedy Norra stambanan między Sztokholmem i Storvik otwarto dla ruchu. Pierwszy, oryginalny budynek dworca był drewniany i skromny. Został zburzony w 1902 roku i zastąpiony przez znacznie większy i reprezentacyjny budynek z kamienia, który istnieje do czasów obecnych. Zbudowany został w czasie, kiedy otwarto linię do Mjölby. Przyczyniło się to do powstania jednego z największych węzłów kolejowych w Szwecji.

## Linie kolejowe
- Dalabanan[2]
- Godsstråket genom Bergslagen